# 숨은 꽃
《숨은 꽃》은 MBC에서 1980년 7월 25일과 8월 1일에 방영된 납량 특집 드라마이다. MBC 주최 1979년도 여성새마을 수기공모에서 당선된 오희선의 《사랑의 힘》을 극화한 작품으로, 대관령의 설원과 설악산 계곡을 담아 더운 여름에 시원한 풍경을 선사한 작품이다. 1.4후퇴 때 10세 소녀가 남하하는 과정에서 부모를 잃고 충청도 한 시골집에 정착하여 스스로 삶을 개척해간다는 이야기를 담고 있다.

## 줄거리
6.25 피난길에 부모를 잃은 희선은 총상을 입은 다리를 끌고 눈길을 헤매다 쓰러진다. 마침 근처를 지나던 종흠은 그녀를 발견하게 되고 희선은 그의 집에서 살게 된다. 갖은 고생하며 학비를 댄 보람으로 종흠은 대학을 졸업하고 취직하지만 희선의 마음을 몰라주고 다른 여자와 결혼을 한다.

## 출연진
- 김보연
- 유인촌
- 정혜선
- 강수연
- 전호진